# 人間の条件
『人間の条件』または『活動的生』（にんげんのじょうけん、または、かつどうてきせい、英題:The Human Condition、独題:Vita activa oder vom tätigen Leben）は、1958年に出版された、ハンナ・アーレントによる政治哲学の著作である。

## 概要
アメリカの政治学者アーレントは『全体主義の起源』において孤立化した大衆に特徴付けられるドイツのナチズムやソヴィエトのスターリニズムといった全体主義を論考し、これを民主政治の新しい問題として位置づけて注目された。この『人間の条件』では全体主義の問題を政治哲学の視座から見直すことで、政治とは何かという根本的な問題を考察している。
この問題を考察する上で注目すべきことは、まず政治とは言語により他者に作用するという言語行為であるということであり、それによって他者とは自己とは異なる存在である、と規定されうることである。
この政治の言語性と他者との差異性はこの著作の基本的な観点として捉えられながら、本書では人間の行為と政治の契機、公的領域の出現、政治における自由と権力の意義、政治的行為としての約束と許しについて論じられている。

## 内容

### 政治における活動
アーレントは人間とは「条件づけられた存在」とする。つまり「人間とは、自然のものであれ人工的なものであれ、すべてのものを自己の存続の条件にするように条件づけられ」ている(邦訳　p.237)。本書の中心的なテーマは、そのような条件を踏まえた上で「人間の条件から生まれた人間の永続的な一般的能力の分析」(同上)を行うことである。
次に人間の活動的生活(vita activa)からそれを構成している労働、仕事、活動という3つの能力が分析の対象となっている。ここでの労働(labor)とは日常的に行われる生命を維持するための自然に対する行動であり、著作では「労働は人間の肉体の生物学的過程に対応する活動力である」とされている。
労働とは区別される仕事(work)は、ある程度の耐久性を持つ消費の対象を作る行動であり、「人間存在の非自然性に対応する活動力である」と位置づけられる。
最後に、活動(action)は「ものや物質の介入なしに直接人と人との間で行われる唯一の活動力であり」、他者同士の人間が言語によって協力または対立する行為である。これこそが政治に他ならないとアーレントは強調している。そもそも人間は個々人が異なっているために同一な人間は存在せず、それにもかかわらず自己と他者は言語で共同して何かの行為を行う。したがって活動にこそ政治の契機を見出すことができる。
したがってアーレントにとって言語行為は単なる情報伝達ではなく、言語による他者への働きかけを指すものであり、口調や評定なども含めた行為である。それらは自身が何者であるのかを他者が認識させることであり、その意味で活動を行う者(actor)は演劇における役者の意味合いがある。つまり政治的行為者とは自己が誰であるのかを他者に対して示さざるを得ない役者である。

### 公的領域と政治
アーレントの政治思想における政治概念は古代ギリシアの都市国家、ポリスでの政治が参照されている。ポリスで政治生活を営むことは暴力ではなく説得によって意志を決めることであり、ポリスの外部にあるものは家庭、オイコスの生活と捉えた。ポリスとオイコスは相容れない領域であり、ポリスの領域は、そこでの行為が活動であるために公的領域(public realm)である。その一方でオイコスの領域での行為は労働であるためにオイコスの性質は私的領域と言える。
公的領域は他者に働きかけることで自己が誰かを明らかにする領域であり、逆に私的領域ではそのような性格が根本的に奪われている。ただし人間は公的領域での生活と私的生活での生活の両方が不可欠である。私的領域が存在しなければ人間の生命維持のための生活が成り立たないからである。しかし公的領域と私的領域を混合すると大きな問題が生じる。
つまり自己の生命維持という私的領域で扱うべき問題が公的領域で扱われる事態が生じるのである。もしも政治の役割を富の再配分と考えれば、それは公的領域が持つ本来的な政治が失われることになるのである。政治にとって重要なことは個々人の生命を超えて存在する共通の世界である。したがって私的領域から公的領域へ移るためには自己の存在を超えなければならない。

### 政治の問題と解決
公的領域では人間は活動を通じた共同性が成立しておりその自由性が強調できる。しかし同時に政治には多くの不自由さもあり、両義的なものとして考察することができる。そもそも活動とは言葉を通じた行為によって他者へ働きかけるが、この際に他者がどのようにこの言葉を受け取るのかということは不確実である。アーレントはこの不確実性を無制限性と不可逆性、不可予言性の概念で説明している。まず他者への言葉はその影響範囲が限定できないという無制限性、そしてその言葉の結果を予測できない不可予測性、最後にその結果を前の状態に戻すことができないという不可逆性、これら三つの不確実性が政治には認められるのである。政治のこのような不確実性は言語そのものが人間の意図から逸脱して展開しうる政治の性質を示している。
しかしこの不確実性を持つ政治を解決するのも政治である。つまり不確実性の一つの要素である予測の不能性を解決する活動として約束(promise)という行為がある。約束は不確実な未来に対してその確実性をもたらすための足場であり、また不可逆性を解決する活動として許し(forgiveness)がある。もしも暴力の応酬や復讐の連鎖のような事態になった場合に、これを収束できるのは許しという活動だけである。アーレントはこの約束と許しという活動を政治の問題を解決する優れた行為として意義付けている。
約束や許しのような優れた活動が向かうべき方向性についてアーレントは始まり(beginning)をもたらすことと述べている。これまでの伝統的または反復的な関係性にただ服従するのではなく、それを見直すことで新しい関係性を再構成する意志である。人間は生物的に必ず死ぬが、しかしながら人間が生まれたのは死ぬためではない。人間は始めるために生まれたのであり、これは活動が最も極大化した行為である。もしも活動に固有な能力によって始まりがなければ、それは人間的なものの滅亡に繋がるだろう。人間の活動によって構成される世界は放置すれば消滅するのであり、その時に公的領域は完全に崩壊する。これを救済するためには新しい始まりであり、人びとが新たに誕生したことによって可能となる活動なのである。

## 日本語訳
- 志水速雄訳 『人間の条件』 中央公論社、1973年／筑摩書房〈ちくま学芸文庫〉、1994年 - 英語版からの訳書
- 森一郎訳 『活動的生』 みすず書房、2015年 - ドイツ語版からの訳書
- 牧野雅彦訳 『人間の条件』 講談社学術文庫、2023年
  - 解説書『精読 アレント『人間の条件』』 講談社選書メチエ、2023年 - 同時刊行